# Tour della nazionale maschile di rugby a 15 del Canada 1997
Dopo i mondiali di rugby del 1995 (eliminata alla prima fase), la nazionale canadese di rugby union viene sovente chiamata per tour in Europa e Oceania.
Nel 1997 la nazionale canadesi di rugby si reca in Tour in Gran Bretagna ed Irlanda

## Match principali
| Belfast 27 novembre 1997 | Irlanda A | 26 – 10 | Canada XV | (Ravenhill) |

| Arbitro: | Claudio Giacomel |

|                                       |      |          |
| Costello, McGuinness, Maggs, Nowlan 2 | mt   | Cardinal |
| Elwood                                | tr   |          |
| Elwood 2                              | c.p. | Rees 2   |